# مارشال إيطاليا

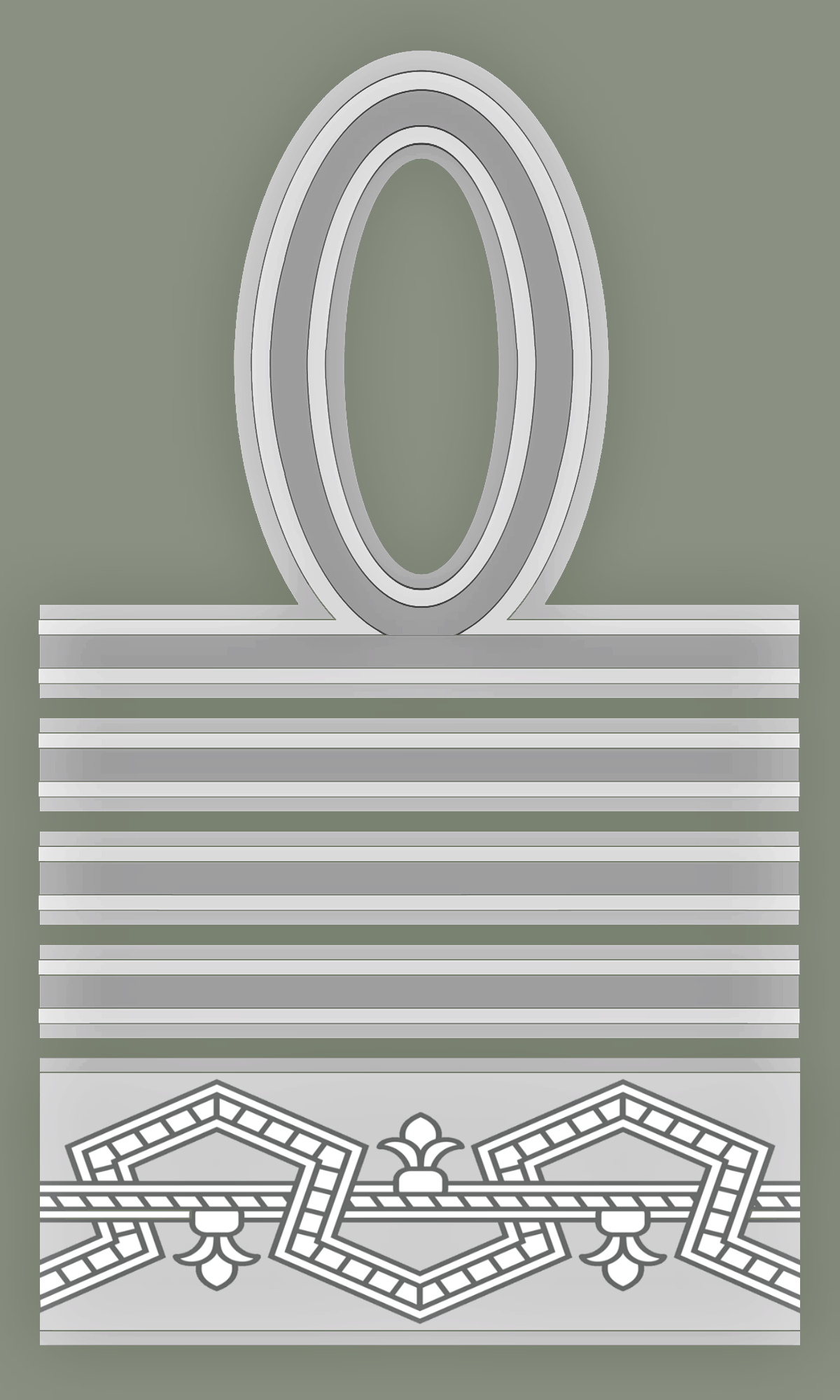
رتبة مارشال إيطاليا شارة الأكمام (1933-1945).

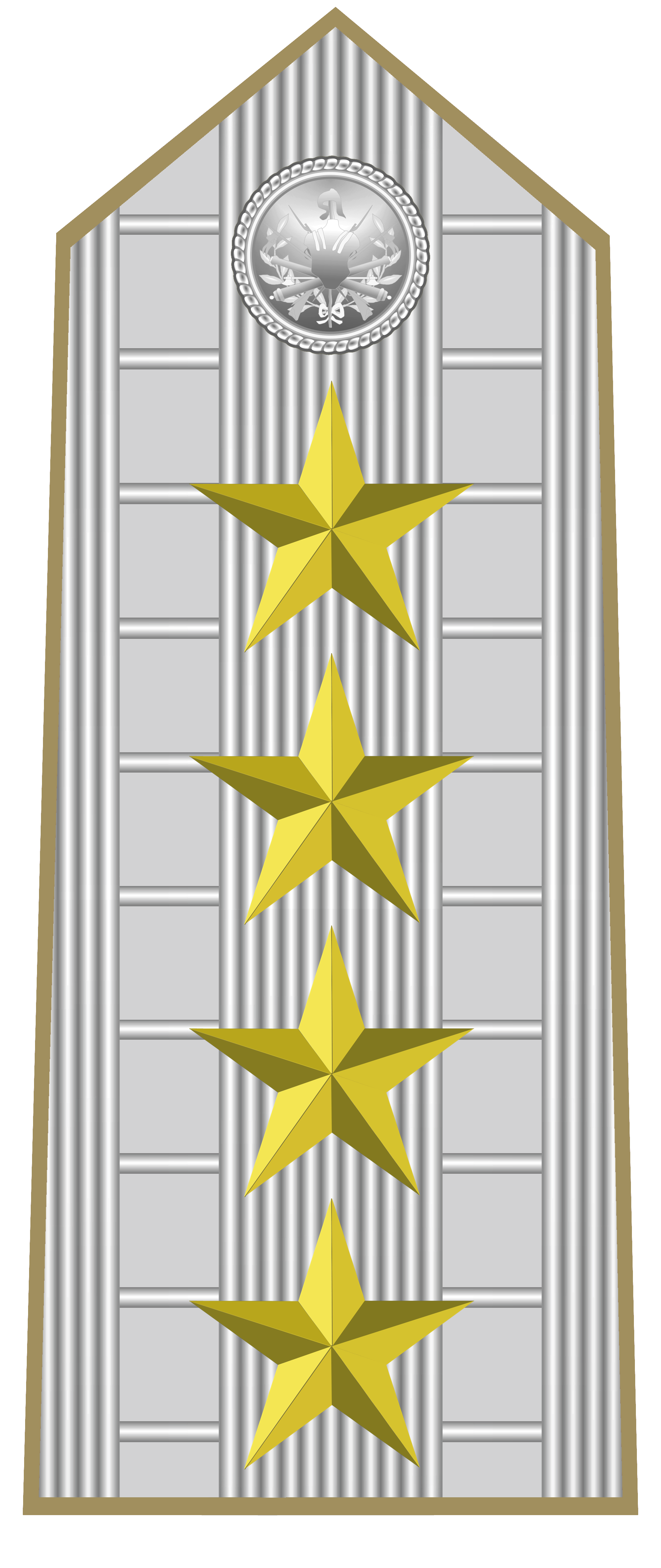
شارة الكتف لرتبة مارشال إيطاليا (1945-1947).

مارشال إيطاليا(بالإيطالية:Maresciallo d'Italia),(بالعربية:مشير إيطاليا) كانت رتبة في الجيش الملكي الإيطالي. أنشأت في عام 1924 من قبل الدكتاتور الإيطالي بنيتو موسوليني لغرض التكريم العام للضابط لويجي كادورنا وأرماندو دياز، منحت الرتبة لعدة ضباط آخرين بين العام 1926 حتى عام 1943. كانت أعلى رتبة في الجيش الإيطالي قبل إنشاء رتبة المارشال الأولى من الإمبراطورية في عام 1938. ألغيت رتبة المارشال في إيطاليا في عام 1946 مع تأسيس جمهورية إيطاليا. كانت الرتبة تعادل رتبة البحرية الملكية (ريجيا مارينا) رتبة الأدميرال الكبرى (غراند أميراليو), وجميعها تم من إلغاؤها مع قدوم القوات المسلحة لجمهورية إيطاليا.

## قائمة مارشال إيطاليا
- لويجي كادورنا (4 نوفمبر، 1924)
- أرماندو دياز (4 نوفمبر، 1924)
- مانويل فيليبرتو دي سافويا (يونيو 25 ، 1926)
- بييترو بادوليو (يونيو 25 ، 1926)
- انريكو كافاليا (يونيو 25 ، 1926)
- غايتانو جياردينو (يونيو 25 ، 1926)
- غولييلمو بيكوري جيرالدي (يونيو 25 ، 1926)
- إميليو دي بونو (نوفمبر 16 ، 1935)
- رودولفو غراتسياني (9 أيار، 1936)
- أوغو كافالليرو (1 يوليو، 1942)
- إتوري باستيكو (أغسطس 12 ، 1942)
- أمبرتو الثاني (أكتوبر 29 ، 1942)
- جيوفاني ميسي (مايو 12 ، 1943)